# 1969-es Vuelta ciclista a España
Az 1969-es Vuelta ciclista a España volt a 24. spanyol körverseny. 1969. április 23-a és május 11-e között rendezték. A verseny össztávja 2921 km volt, és 18 szakaszból állt. Végső győztes az francia Roger Pingeon lett.

## Végeredmény
|    | Versenyző           | Csapat              | Idő           |
| -- | ------------------- | ------------------- | ------------- |
| 1  | Roger Pingeon       | Peugeot-BP-Michelin | 73 óra 18' 45 |
| 2  | Luis Ocana          | Fagor               | 1' 54         |
| 3  | Rini Wagtmans       | Willem II           | 5' 10         |
| 4  | José Manuel Lasa    | Pepsi Cola          | 5' 10         |
| 5  | Michael Wright      | Bic                 | 5' 27         |
| 6  | Rolf Wolfshohl      | Bic                 | 6' 11         |
| 7  | Gilbert Bellone     | Bic                 | 6' 47         |
| 8  | Gregorio San Miguel | Kas-Kaskol          | 7' 05         |
| 9  | Carlos Echevarria   | Kas-Kaskol          | 7' 35         |
| 10 | Eusebio Velez       | Fagor               | 7' 51         |